# Зозуля (інструмент)
Зозу́ля (ін. назви — окари́на, сви́щик, свисткова флейта) — керамічна або порцелянова свисткова флейта сферичної форми. Має від 7 до 10 пальцевих отворів, котрі дозволяють отримувати діатонічний звукоряд діапазон нони. Розповсюджена в багатьох країнах. Пташка-свищик є давнім амулетом та народним музичним інструментом.

## Назва
Згідно з Українською музичною енциклопедією офіційна назва цього інструмента звучить як «зозуля», однак відомі й зменшувально-пестливі форми зозу́лька, зозулиця. Всі вони походять від характерних звуків, які видає цей музичний інструмент: він імітує завивання звірів, спів птахів, особливо зозулі. Крім того, флейти такого штибу відомі під запозиченою назвою окари́на (італ. ocarina) — від слова ucareina з болонського діалекту емільяно-романьйольської мови, що означає «гусочка».

## В Україні

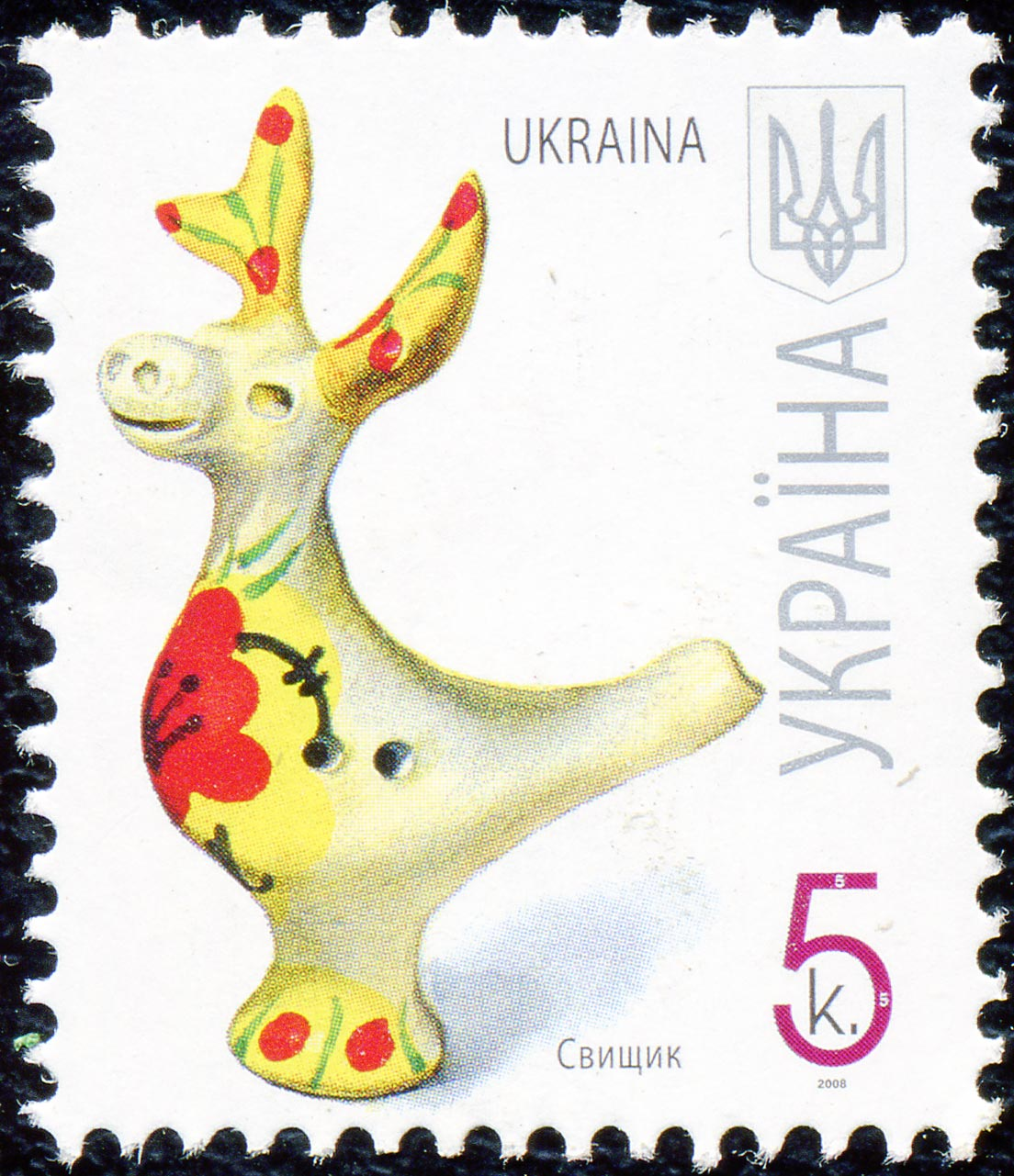
Поштова марка "Свищик, 5 к.", Пошта України, 2007 рік

Зозулиця була винайдена пращурами українців понад 7 тис. років тому за часів Трипільської цивілізації і відроджена у сувенірах як український культурний символ.
Як музичний інструмент використовується на Гуцульщині й Буковині, а як дитяча іграшка — на Полтавщині, Подніпров'ї та інших зонах поширення гончарних промислів.

### Рекорд
7 вересня 2011 р. трипільський свищик Зозулиця вагою близько 10 кг (довжина — 83 см, висота — 35 см, вага — 9,3 кг) офіційно став рекордсменом та увійшов до Книги рекордів України як найбільший свищик-оберіг. Найбільшу Зозулицю прикрашають традиційні трипільські орнаменти та вірш: «Вас збереже на всяку днину чудова пташка берегиня! Всі міццю духу ми єдині! Здобудем славу Україні!».
Зозулиця — лауреат конкурсу неофіційних талісманів ЄВРО 2012, що проводився інформаційним центром «Україна-2012». Серед інших здобутків Зозулиці в 2011 р.: Гран-прі на Міжнародному конкурсі рекламно-сувенірної продукції «B2B Show», перемога у номінації «Найкращий проєкт 2011» на міжнародній виставці мистецтв «UkranianArtWeek», диплом Музею повітряних зміїв у Китаї.

## В інших країнах світу
В Італії та Австрії щороку проводять триденні Ocarina Festival. А в 2008 році такий фестиваль відбувся і в США.